# Strip

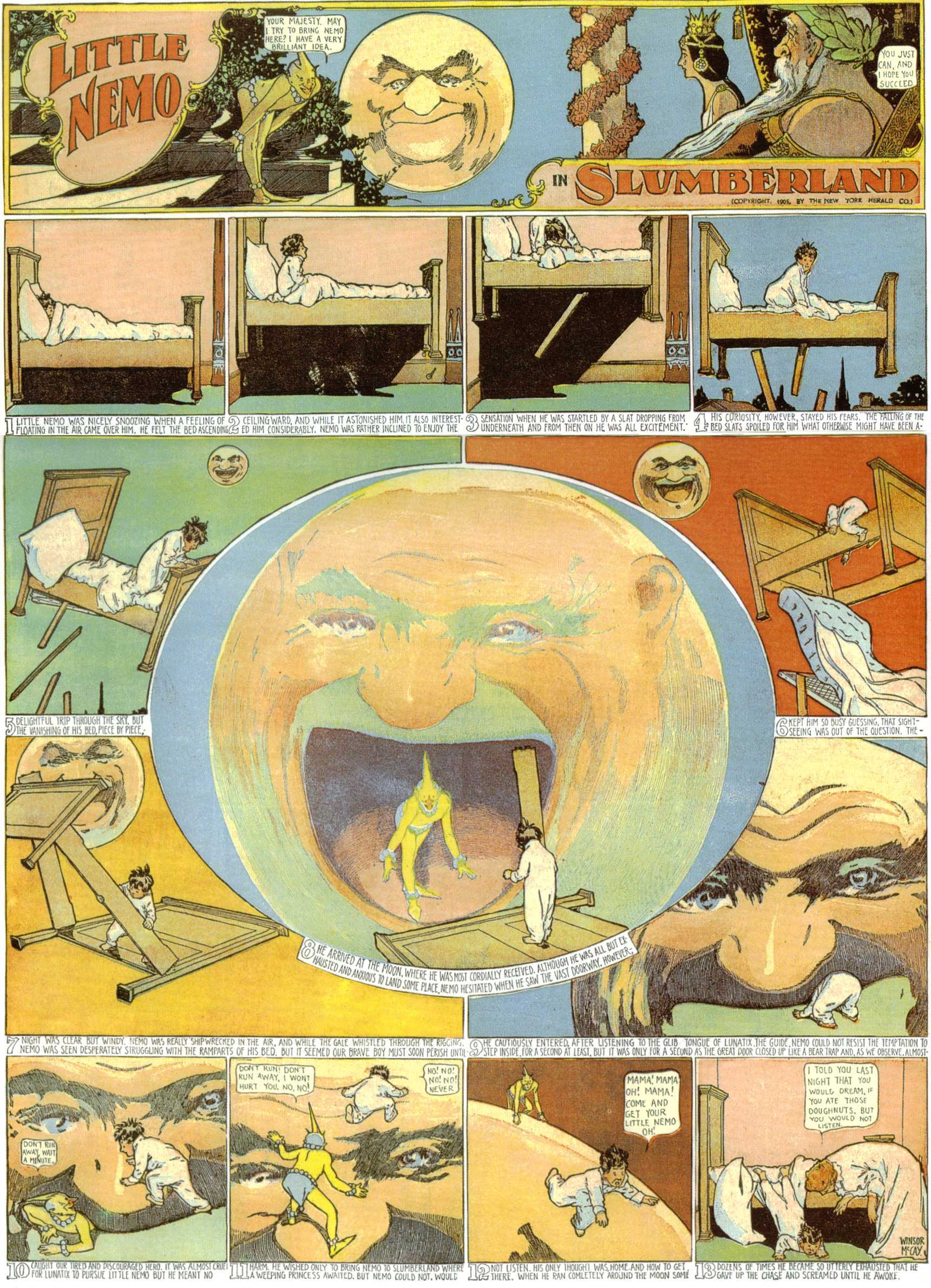
Příklad amerického stripu Little Nemo z roku 1905.

Strip je velmi krátký, většinou černobílý vtipný komiks, sestávající pouze z 2 až 6 políček tvořících proužek (anglicky strip). Uveřejňuje se většinou   ve spodní části novinové stránky, kde má tento specifický typ komiksu svůj původ. 

## Příklady stripů
České
- Opráski sčeskí historje
- Buridanův geneticky modifikovaný osel
- Qejci[1]
- Opice a Zajíc
- Šnek
- Ronaldův svět
- Balónek
- Unseen
- Komix Čiči
- Spaceport comix
- Korektor

Cizojazyčné
- Dilbert
- DMFA
- Garfield
- Red Meat
- Cyanide & Happiness
- Snoopy
- User Friendly